# جواد لعل‌محمدی
جواد لعل‌محمدی (زاده ۱۳۴۷) معلم، فعال مدنی و زندانی سیاسی اهل ایران است.
وی از امضاکنندگان بیانیه ۱۴ فعال سیاسی است.و از امضا کنندگان نامه به جو بایدن رئیس جمهور آمریکا به منظور تشدید فشارهای حداکثری سیاسی، دیپلماتیک و مالی بر جمهوری اسلامی (افزایش تحریم‌ها) در بهمن ماه ۱۳۹۹ بود.  

## بازداشت‌ها
وی چندین‌بار زندانی و بازداشت شده‌است. لعل‌محمدی همچنین در جریان اعتراضات تابستان ۱۴۰۰ ایران در تظاهرات شرکت کرد که بازداشت شد.

## شکنجه
جواد لعل محمدی در مرداد ۱۴۰۰ با انتشار ویدئویی در فضای مجازی مدعی شد که در بازداشت ۸ روزه دستگاه امنیتی بوده و مورد شکنجه و ضرب شلاق قرار گرفته‌است.
وب سایت رسمی وزرات اطلاعات با انتشار مستندی مدعی می‌شود، روایت لعل محمدی از شکنجه اش دروغ است